# Кондратовка (Курская область)
Кондратовка — село в Беловском районе Курской области. Входит в Кондратовский сельсовет.

## География
Село находится на реке Забужевка, в 97 км к юго-западу от Курска, в 19,5 км к юго-западу от районного центра — Белая, в 6 км от центра сельсовета — Озерки.
Улицы
В селе улицы: Верхняя Дача, Луговая, Молодёжная, Набережная, Нижняя Дача, Новосёловка, Школьная.
Климат
Кондратовка, как и весь район, расположен в поясе умеренно континентального климата с тёплым летом и относительно тёплой зимой (Dfb в классификации Кёппена).
| Показатель                                                                   | Янв. | Фев. | Март | Апр. | Май  | Июнь | Июль | Авг. | Сен. | Окт. | Нояб. | Дек. | Год  |
| ---------------------------------------------------------------------------- | ---- | ---- | ---- | ---- | ---- | ---- | ---- | ---- | ---- | ---- | ----- | ---- | ---- |
| Средний суточный максимум, °C                                                | −3,5 | −2,2 | 3,8  | 13,5 | 19,9 | 23,2 | 25,7 | 25,1 | 18,7 | 11   | 3,9   | −0,7 | 11,5 |
| Средняя температура, °C                                                      | −5,6 | −4,9 | 0,1  | 8,7  | 15,2 | 18,9 | 21,3 | 20,5 | 14,5 | 7,7  | 1,6   | −2,6 | 8,0  |
| Средний суточный минимум, °C                                                 | −8,1 | −8,1 | −4   | 3,3  | 9,5  | 13,5 | 16,2 | 15,3 | 10,2 | 4,3  | −0,6  | −4,8 | 3,9  |
| Норма осадков, мм                                                            | 51   | 43   | 49   | 48   | 62   | 70   | 72   | 53   | 54   | 54   | 46    | 49   | 651  |
| Источник: Погода по месяцам c ru.climate-data.org(дата обращения: Июнь 2021) |      |      |      |      |      |      |      |      |      |      |       |      |      |

## Население
| 2002 | 2010 |
| ---- | ---- |
| 537  | ↘435 |

## Инфраструктура
Личное подсобное хозяйство.

## Транспорт
Кондратовка находится в 14 км от автодороги регионального значения 38К-028 (Обоянь — Суджа), в 14 км от 38К-029 (38К-028 — Белая), на автодороге межмуниципального значения 38Н-598 (Гирьи — Кондратовка — граница с Белгородской областью), в 13 км от ближайшей ж/д станции Псёл (линия Льгов I — Подкосылев).
В 89 км от аэропорта имени В. Г. Шухова (недалеко от Белгорода).

## Достопримечательности
- Церковь Преображения Господня (1822 г.)[8]